# Aporia acraea
Aporia acraea är en fjärilsart som först beskrevs av Charles Oberthür 1885.  Aporia acraea ingår i släktet Aporia och familjen vitfjärilar. Inga underarter finns listade i Catalogue of Life.